# Gogen Yamaguchi
Gogen Yamaguchi (山口 剛玄,Yamaguchi Gogen ; Miyakonojō, Miyazaki, 20 januari 1909 - 20 mei 1989) was een Japans karatemeester. Bij zijn geboorte kreeg hij de naam Jitsumi.

## Jeugd
Reeds op een jonge leeftijd had hij grote interesse in Martial arts (vechtsport). Tijdens zijn schooljaren trainde hij kendo (Japans zwaardvechten) en begon hij met karate dat de timmerman Takeo Maruta afkomstig van Okinawa hem leerde. Het viel Maruta, die Goju-ryu karate beoefende, op dat de jonge Jitsumi Yamaguchi een serieuze instelling had en gedreven was om hard te trainen. Takeo Maruta leerde Yamaguchi alles wat hij wist over het Goju-ryu karate.

## Universiteit
Yamaguchi studeerde rechten aan de Kansei Universiteit in 1928 en aan de Ritsumeikan Universiteit in Kyoto van 1929 tot 1937 en behaalde daar een graad in de rechten. Yamaguchi richtte zijn eerste karateclub op aan de Ritsumeikan Universiteit. Al snel stond de dojo bekend in Kyoto om de harde trainingen en zware ademhalingsoefeningen. In die dagen trainden de karateka's alleen kata (vaste patronen van bewegingen) en yakusoku kumite (afgesproken sparoefeningen). Het was niet mogelijk om wedstrijden te organiseren omdat de uitgevoerde technieken altijd voluit gemaakt werden. Het was in deze periode dat Yamaguchi de eerste stappen zette richting wat nu bekendstaat als Jiyu kumite (vrije gevechten). Hij ontwikkelde hiervoor regels om onder andere te bepalen wie de winnaar was in een gevecht. Sommige van deze regels worden nog steeds gebruikt in wat nu sport- of competitiekarate heet.
In 1931 werd de 22-jaar oude Yamaguchi voorgesteld aan de grondlegger van de Goju-ryu stijl, Chojun Miyagi. Deze ontmoeting bleek van grote invloed op de Yamaguchi's zienswijze op karate. Voorheen had hij alleen oog voor de harde aspecten van het Goju-ryu, maar na deze ontmoeting met Miyagi trainde hij zichzelf zowel spiritueel als fysiek. Miyagi had hoge verwachtingen van Yamaguchi, die de harde aspecten van het Goju-ryu zo goed ontwikkeld had in zichzelf en in 1937 gaf Miyagi aan Yamaguchi de bijnaam Gogen, wat zoveel betekent als "ruw". Daarbij wees hij Gogen Yamaguchi aan als zijn opvolger van de Goju-ryu school in Japan.
In de volgende jaren verbleef Gogen Yamaguchi vaak lang bij de berg Kurama, waar hij zichzelf onderwierp aan ascetische oefeningen en harde trainingen met Sanchin, meditatie en vasten.

## Mantsjoerije
Tussen 1938-1945 werd hij naar Mantsjoerije (Noord-China) gestuurd voor opdrachten voor de Japanse overheid en militaire missies. Menigmaal heeft hij zijn leven te danken gehad aan zijn vaardigheden in het karate en zijn mentale training. Tijdens de Russisch-Japanse Oorlog werd Yamaguchi krijgsgevangengenomen en werd hij naar een gevangenenkamp in Mongolië gestuurd. Daar moest hij 2 jaar onder barre omstandigheden verblijven. Wederom werden zijn kracht en vaardigheden zwaar op de proef gesteld. Gedurende al deze tijd bleef hij het Goju-ryu karate trainen en verder ontwikkelen.

## Verdere ontwikkeling van het karate
In 1950 werd de nationale organisatie All Japan Karate-do Goju kai opgericht in Tokio op initiatief van Gogen Yamaguchi. Gogen Yamaguchi ontving de 10e Dan (zwarte band) van Chojun Miyagi in 1951. Hij staat algemeen bekend als een van de grootste karatemeesters van Japan. Hij was ook de grondlegger van het Japanse Goju-Kai karate. Hij bracht de vechtkunst karate zowel technisch als sociaal op een hoger niveau.
Als gevolg van de introductie van het free-style sparren (Jiyu kumite), heeft de vechtkunst karate zich niet alleen in Japan kunnen ontwikkelen tot een meer actieve en populaire vechtsport, maar werd het ook een uitermate populaire vechtsport in de rest van de wereld. Karate was de vechtkunst die Yamaguchi vanaf het begin het meest wist te boeien. Maar hij beoefende ook andere vechtkunsten en zelfverdedigingsvormen als Judo, Kendo, Iaido, Jodo en Kusari-gama (vechtkunst met een wapen bestaande uit een sikkel met daaraan een ketting met een kleine ijzeren bal aan het einde).
Onder leiding van Gogen Yamaguchi werd de International Karate do Goju kai Association (IKGA) opgericht. Deze Goju-ryu karate-organisatie is tegenwoordig actief in meer dan 60 landen in de wereld. Het lukte Yamaguchi om alle karatestijlen in Japan te verenigen in één federatie, de Federation of All Japan Karate do Organization (FAJKO) in 1964.
Van Shotokan karate meester Gichin Funakoshi nam Gogen Yamaguchi de Taikyoku kata's over in zijn Goju-ryu karate, waarbij hij deze kata's aanpaste naar de specifieke Goju-ryu stijl. Deze kata's zijn trainingsmethodes voor beginnende karateleerlingen om ze voor te bereiden op de meer geavanceerde kata's.

## Titels en namen
Binnen het karate staat hij overal ter wereld ook bekend als The Cat vanwege zijn gratie en de snelheid van zijn bewegingen en omdat zijn favoriete stand in het gevecht de neko ashi dachi (katstand) was. In 1969 werd hij door Keizer Hirohito van Japan vereerd met de Eremedaille met het blauwe lint Deze eremedaille werd voor het eerst publiekelijk uitgereikt in 1882 en wordt uitgereikt aan individuen die belangrijke bijdragen hebben geleverd aan het algemene welzijn en maatschappij.
De Kokusai Budo Renmei (Internationale Martial Arts Federatie in Japan, met als voorzitter de prins Higashikuni van de Japanse Keizerlijke Familie) heeft Gogen Yamaguchi aangesteld als Shihan (meester-instructeur) van de karatedivisie van deze overkoepelende Budo organisatie.

## Na Gogen Yamaguchi
In zijn leven was Gogen Yamaguchi advocaat, militaire officier, Shintopriester en een invloedrijke Yoga beoefenaar. Tegelijkertijd was hij karatemeester, vader en echtgenoot. Goju-kai beoefenaars over de hele wereld rouwden om zijn dood in 1989. Hij had samen met zijn vrouw Midori Yamaguchi 3 zoons en 2 dochters, Gosei Norimi Yamaguchi, Gosen Kishio Yamaguchi, Goshi Hiroufumi Yamaguchi, Makiko Yamaguchi en Gokyoko Wakako Yamaguchi. Al zijn kinderen beoefenen of beoefenden het karate do. Gosei Yamaguchi Shihan heeft zijn eigen Goju-ryu organisatie in de Verenigde Staten en Goshi Yamaguchi Shihan is de president van de International Karate do Goju kai Association (IKGA), vertegenwoordigt in meer dan 60 landen. Gosen Yamaguchi werkte voor Japan Airlines International (JAL) en is bij een auto-ongeluk in Duitsland omgekomen. Ook hij besteedde veel van zijn tijd aan de IKGA en hij heeft samen met zijn broer Gosei de Goju-kai USA opgericht. Gokyoku was een kampioen kata van Japan bij de vrouwen en zoals haar broers een toegewijde karate instructeur. Makiko Yamaguchi is in de jaren '80 van de 20e eeuw overleden.

## Video's
- Youtube: oude videoclip waarin Gogen Yamaguchi kihon uitvoert
- Youtube: oude videoclip met kihon, kumite en zelfverdediging door Gogen Yamaguchi
- Youtube: oude videoclip waarin Gogen Yamaguchi kata Suparinpei uitvoert
- Youtube: Gogen Yamaguchi trainend onder een waterval